# Флоринский, Фёдор Валентинович
Фёдор Валенти́нович Флори́нский (1905—1975) — советский горный инженер-механик, учёный в сфере прикладной математики, динамики машин и механизмов. Специалист в области исследований динамических усилий, возникающих в шахтных подъёмных канатах; автор динамической теории расчёта шахтных подъёмных канатов.

## Биография
Фёдор Флоринский родился в 1905 году.
В 1930 году окончил Днепропетровский горный институт (ДГИ). В 1948 году защитил диссертацию на соискание учёной степени доктора технических наук и получил учёное звание профессора. Со времени окончания института в 1930 году до смерти в 1975 году работал на кафедре строительной, теоретической и прикладной механики ДГИ с перерывом из-за Второй мировой войны; в 1934—1973 годах заведовал кафедрой.
Автор фундаментальных исследований в области прикладной математики, динамики машин и механизмов, специалист в области динамических усилий, возникающих в шахтных подъёмных канатах (был продолжателем научной школы Александра Динника и своего учителя Абрама Локшина). Флоринский впервые решил задачу о предельном значении замедления при предохранительном торможении шахтной подъёмной машины. По его предложению значение наибольшего допустимого замедления принято равным 4 м/с2. Результаты своих исследований Флоринский обобщил в монографии «Динамика шахтного подъёмного каната», в которой впервые обосновал получение поперечных размеров подъёмного каната «статическим» методом, а на основе динамической теории расчета — для каждого конкретного подъёмника. Динамическая теория расчёта шахтных подъёмных канатов Фёдора Флоринского до настоящего времени является научной основой дальнейших работ в этой области.
Умер в 1975 году.
Учившийся у Флоринского писатель Александр Хургин вспоминал о нём в 2017 году:
Какими всё-таки идиотами делает нас молодость. Сопромат в институте читал мне профессор Флоринский. Фёдор Валентинович. Блестящий учёный и, кажется, непревзойдённый до сих пор специалист по динамике шахтных подъёмных канатов. Древний старик. Медлительный, одутловатый, с глуповатой старческой улыбкой, тихим голосом и огромным носовым платком в кармане. Достать его он мог, а запихнуть обратно — никак. Только пачкал свой синий (другого я на нём не видел) пиджак мелом, который держал в руке. Он шёл приставным шагом по возвышению вдоль двух досок, писал на них формулы, и вся аудитория, затаившись, следила за его приближением к концу возвышения. Оно заканчивалось раньше, чем вторая доска. И каждый раз Флоринский проваливался ногой и чудом не падал на пол. А мы, кретины, хихикали, дождавшись этого момента. Вот досточка кончается, сейчас он упадёт.

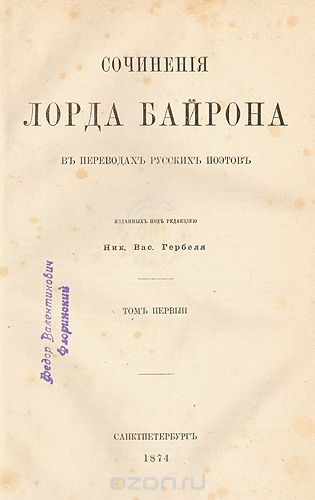
Титульный лист первого тома сочинений лорда Байрона в русских переводах под редакцией Николая Гербеля (1874) со штемпелем личной библиотеки Фёдора Флоринского

Читая нам балки, он говорил: «Если муха сядет на мост — мост прогнётся». Помню эту фразу по сей день.
А тут совершенно случайно, как это бывает в сети, наткнулся на очень короткую справку о нём. Оказалось 1905—1975. Сопромат был на втором курсе. То есть в 1970-1971-м. Ему было 65 лет. Примерно, как мне сегодня…

## Комментарии
1. ↑  Парафраз детского стихотворения Агнии Барто «Бычок»: «Идёт бычок, качается, / Вздыхает на ходу: / — Ох, доска кончается, / Сейчас я упаду!».